# Идов, Михаил
Михаи́л И́дов (настоящее имя — Майкл Марк Зильберман, при рождении Михаил Маркович Зильберман; род. 9 июля 1976, Рига, СССР) — американский англо- и русскоязычный режиссёр, сценарист, прозаик и музыкант. Бывший журналист, главный редактор российской версии журнала GQ в 2012—2014 годах.

## Биография
Родился в Латвии в семье физика и инженера, выпускника Латвийского государственного университета Марка Борисовича Зильбермана (Идова — девичья фамилия матери, Елены Григорьевны Зильберман). У Михаила есть сестра Зоя. С 1992 года его семья живёт в США. Учился теории кино, сценарному мастерству и драматургии в Мичиганском университете.

### Карьера в США
C 1998 по 2012 год жил в Нью-Йорке, где с 2006 года работал обозревателем New York Magazine. Публиковался в изданиях The New York Times, The Wall Street Journal, Time, The New Republic. Лауреат трёх премий National Magazine Award (за 2007 и двух за 2009). Также являлся главным редактором Russia!, американского журнала о России, существовавшего с 2007 по 2009 год.

### Карьера в РФ
С 2012 по 2014 год был главным редактором российской версии американского журнала GQ. (Gentlemen’s Quarterly). Идов ранее стал «Писателем года» по версии журнала за 2010 год.
Из-за конфликта с новым главным редактором с GQ прекратил сотрудничество Дмитрий Быков.
В 2013 году Идов ударил журналиста Эдуарда Дорожкина, мотивировал своё нападение следующим образом:

Шеф-редактор Tatler — антисемит, систематически на этой почве оскорбляющий меня и GQ.
Антон Красовский поддержал в этом конфликте Идова.
В том же 2013 году в эфир канала «Москва 24» вышло интервью Идова Евгению Додолеву, которое в СМИ окрестили «скандальным» и назвали «главным событием года», в ходе беседы выяснилось, что главный редактор не знает каков тираж возглавляемого им журнала и не имеет представления о рейтингах. В 2019 году Юрий Дудь обсуждал эту скандальную беседу в своём проекте.
После приглашения Фёдора Бондарчука Идов ушёл из сферы СМИ и занялся тем, «чем всегда хотел заниматься: писать для кино и телека». С мая 2014 по март 2015 года работал на должности креативного директора кинокомпании Фёдора Бондарчука и Дмитрия Рудовского Art Pictures. Это назначение было расценено как «неожиданное».
В коммерческом плане работа Идова в кино признана несостоятельной; например, на производство фильма «Юморист» израсходовали 100 миллионов рублей, а сборы в прокате составили около 22 миллионов рублей(а чтобы «выйти в ноль» надо, с учётом дистрибуции и продвижения собрать примерно четыре «бюджета»).

А фильм «Лето» при бюджете два с половиной миллиона долларов, собрал всего полтора. Политолог Сергей Марков высказался резко: 
«Фильм про Цоя его — там все сосредоточено на том, что друг Цоя, можно сказать, закрывает глаза на то, что его жена спит с этим Цоем… Я обратил внимание, что голых мужских задниц в этом фильме про Цоя значительно больше, чем в каком-нибудь среднем фильме».
Борис Гребенщиков утверждает, что сценарий фильма — «ложь от начала до конца».
«Мы жили по-другому… Мне кажется, в те времена сценарист бы работал в КГБ»
 — сказал музыкант.
Артемий Троицкий заметил, что сценарий «вызывает большие сомнения».
Последнюю работу Идова «Комсомольская правда» разгромила:
В конечном итоге «Джетлаг» — сериал про очень неприятных людей, патологически не умеющих любить никого, кроме себя, доверять которым не стоит ни за что и никогда — предадут — и не один раз — и фамилию не спросят. Успокаивает одно: полной уверенности, что такие люди в самом деле существуют, нет.
Работа была охарактеризована как «тщеславный фильм о смешных страданиях креативного класса».

### Скандал со спонсорской помощью ВСУ
В 2022 году Идов спонсировал ВСУ, воспользовавшись опцией заказа надписи «на снарядах, которые украинские артиллеристы обрушивают на города Донбасса», о чём сам рассказал в социальной сети. Ксения Собчак прокомментировала это следующим образом:
«А Идов реально считает, что это „классная шутка“, да? Пост удалён, но интернет ведь помнит всё»
В выпуске своей программы «Бесогон» от 15 июля того же года Никита Михалков обсуждал этот поступок коллеги.

## Личная жизнь

Михаил и Лили Идовы рассказывают в Риге о фильме «Лето», 2018 год.

В настоящее время[какое?] живёт в Лос-Анджелесе, США.
Жена — Лили, сценаристка и частый соавтор. Дочь Вера (род. в 2011).

## Фильмография
- Лондонград, 2015 (сериал, автор сценария, креативный продюсер)
- Рашкин, 2015 (сериал, автор сценария, креативный продюсер)
- Духless 2, 2015 (фильм, соавтор сценария)[28]
- Оптимисты , 2017—2020 (сериал, автор сценария, композитор[29])[30]
- Лето, 2018 (фильм, соавтор сценария)
- Юморист, 2018 (фильм, режиссер, соавтор сценария)
- Германия-89, 2020 (автор сценария)
- Джетлаг, 2021 (фильм, режиссер)

## Дискография
- 2006 — The Sad Part[31]
- 2011 — Friends of the Oval[32]
- 2015 — Zilberman (EP)[33]
- 2017 — «Оптимисты» (автор саундтрека)
- 2017 — «Мы вышли из Кино» (исполнитель, «Сюжет для новой песни»)

## Музыкальные клипы
- 2017 — «Не знаю»[34], Риналь Мухаметов и Маргарита Адаева (автор песни, режиссёр)
- 2017 — «Сюжет для новой песни»[35] (исполнитель, режиссёр)
- 2017 — «А я тебя нет»[36], Ёлка (автор песни, продюсер)
- 2018 — «90», Монеточка (автор сценария, режиссёр)
- 2019 — «Юморист», Face (режиссёр)
- 2020 — «Полминуты»[37], Сергей Безруков и Елизавета Боярская (автор песни)

## Произведения
- Ground Up, 2009, Farrar, Straus & Giroux (в России — Кофемолка, 2010, Corpus)[38][39][40]
- Made In Russia: The Unsung Icons of Soviet Design, 2011, Rizzoli (редактор, составитель, предисловие)[41]
- Чёс, 2013, Corpus[42]
- Dressed Up For a Riot: Misadventures in Putin’s Moscow, 2018, Farrar, Straus & Giroux[43].